# Барикян, Андраник Гамлетович
Андрани́к Га́млетович Барикя́н (арм. Անդրանիկ Համլետի Բարիկյան; 11 сентября 1980, Ленинакан, Армянская ССР, СССР) — армянский футболист, нападающий.

## Карьера игрока
Андраник Барикян начал свою карьеру в гюмрийском «Ширак-2» в сезоне 1998 года. Клуб дебютировал в Высшей лиге. Свой дебют в клубе и Высшей лиге отметил и Барикян, выйдя 21 марта в 1-м туре в матче против «Еревана». Первый мяч был забит 13 июня в самой концовке матча в ворота «Пюника», защищаемые Кареном Бабаяном. Всего же в дебютном сезоне молодой игрок провёл 17 игр, в которых поразил ворота соперников дважды.
За главную команду Гюмри Барикян выступает с 2001 года. В составе «Ширака» дебютировал 15 сентября в матче против «Котайка», когда на 81-й минуте заменил Генриха Батикяна. Голевой счёт за клуб открыл 24 ноября в предпоследнем туре чемпионата, поразив ворота «Карабаха», защищаемые Артуром Авагяном. 28 ноября в заключительном туре отметился результативной игрой против «Динамо-2000», поскольку после ударов Барикяна, вратарь динамовцев Николай Саркисян трижды доставал мяч из своих ворот. В этом сезоне в проведенных 6-и играх Барикян забил 4 гола.
На протяжении выступлений «Ширака» в Премьер-лиге Андраник Барикян вместе с Ара Адамяном трижды — становился лучшим бомбардиром команды. Это лучший показатель с 1992 года. Впервые лучшим бомбардиром Барикян стал в 2005 году, в том сезоне было забито 5 мячей. Три года спустя в 2008 году, вновь стал самым результативным в команде (4 мяча). Сезоном позже Барикян установил личный рекорд по результативности — 8 голов. Этот результат стал третьим показателем. В сезоне 2010 Барикян, с 6-ю голами стал вторым в списке бомбардиров «Ширака», отстав от Мкртыча Налбандяна, который с 9-ю мячами на счету впервые стал лучшим бомбардиром «Ширака». Примечательный факт, что в чемпионате 2007 года выступая в составе «Ширака», Барикяну не удалось забить гол.

## Достижения
«Ширак»
- Чемпион Армении: 2012/13
- Серебряный призёр чемпионата Армении: 2002
- Бронзовый призёр чемпионата Армении: 2003
- Обладатель Кубка Армении: 2011/12
- Финалист Кубка Армении: 2011
- Обладатель Суперкубка Армении: 2002